# Dobrá Voda u Hořic
Dobrá Voda u Hořic è un comune della Repubblica Ceca facente parte del distretto di Jičín, nella regione di Hradec Králové.